# William L. Terry
William Leake Terry, född 27 september 1850 i Anson County, North Carolina, död 4 november 1917 i Little Rock, Arkansas, var en amerikansk demokratisk politiker. Han representerade Arkansas 4:e distrikt i USA:s representanthus 1891-1901.
Terry utexaminerades 1872 från Trinity College i North Carolina. Han studerade därefter juridik och inledde 1873 sin karriär som advokat. Han var ledamot av delstatens senat i Arkansas 1878-1879. Han kandiderade 1886 till USA:s representanthus utan framgång. Fyra år senare lyckades Terry med att bli invald i representanthuset. Han omvaldes fyra gånger.
Terrys grav finns på Calvary Cemetery i Little Rock. Hans son David D. Terry var ledamot av USA:s representanthus 1933-1943.